# 1854
1854 (MDCCCLIV) var ett normalår som började en söndag i den gregorianska kalendern och ett normalår som började en fredag i den julianska kalendern.

## Händelser

### Mars
- 1 mars – Östra Jönköping drabbas av en stadsbrand.[1]
- 20 mars – Det republikanska partiet i USA bildas formellt med det första partimötet som hålls i Ripon i Wisconsin.[2]
- 23 mars – En stor stadsbrand drabbar Örebro.[3]
- 25 mars – Östgötha Enskilda Bank i Linköping blir rånat, och blir ett av de största bankrånen i Sveriges historia.

### April
- 4 april–17 juni – Amerikanska och brittiska skepp seglar till Kina för att landsätta styrkor under oroligheter i och kring Shanghai.[4]

### Maj
- 10 maj – I Danmark införs tyendeloven, vilken reglerar tjänsteflickornas arbetsförhållanden.[5]

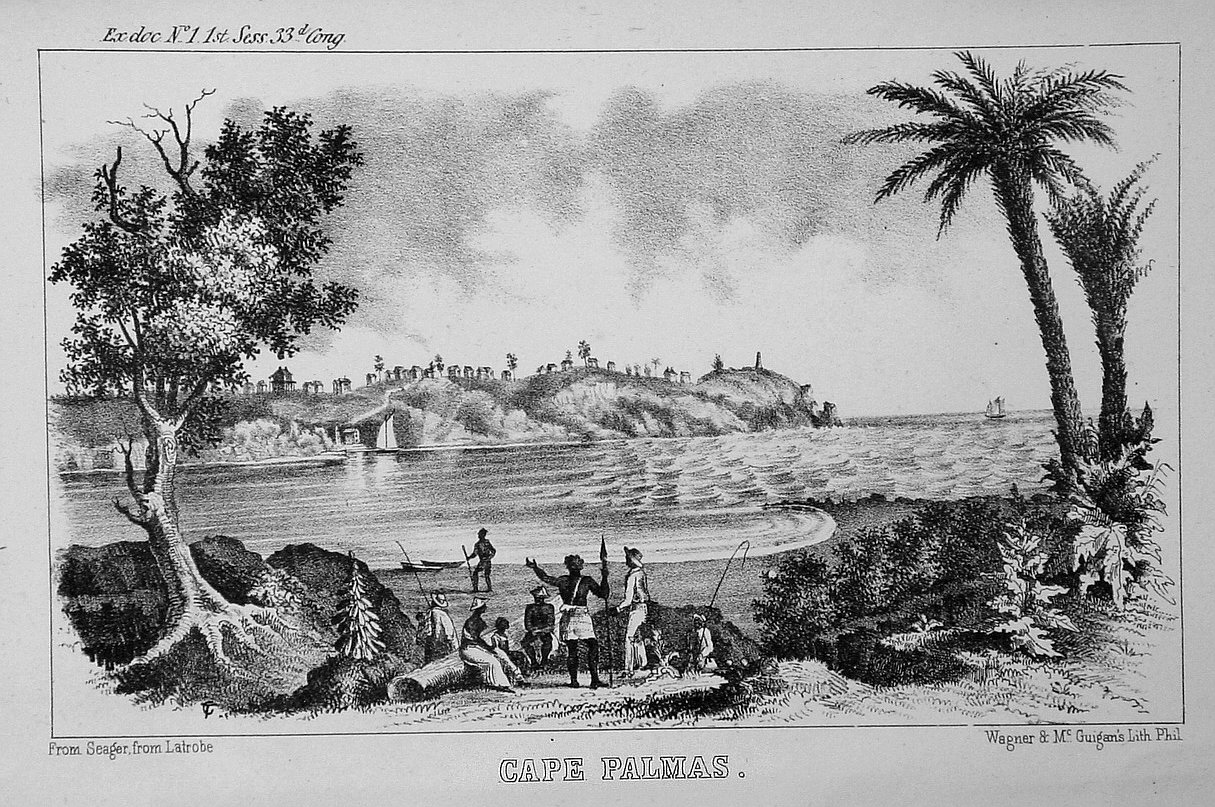
Republiken Maryland

- 29 maj – Republiken Maryland utropas.

### Juli
- 9–15 juli – Amerikanska flottan bombarderar och bränner San Juan del Norte, Nicaragua som vedergällning för mord på amerikanske ministern i Nicaragua.[4]

### Augusti
- 16 augusti – Bomarsunds fästning på Åland kapitulerar villkorslöst inför fransk-engelsk övermakt.
- 27 augusti – Den brittiske advokaten Alfred Wills ger sig av mot toppen av berget Wetterhorn i Schweiz, och påbörjar "alpinismens guldålder".[6]

### September
- 1 september – Mellan Christiania och Eidsvoll öppnas den första järnvägen i Norge.[7]
- 2 september – Bomarsunds fästning sprängs av den fransk-engelska hären.

### November
- 5 november – Brittiska ställningar anfalls av ryssarna i slaget vid Inkerman, men dessa kastas tillbaka sedan franska trupper kommit till britternas undsättning.
- 18 november – Sveriges riksdag bifaller beslutet om stambanor.[8]

### Okänt datum
- North Carolinas generalförsamling i USA beslutar att järnvägen Atlantic & North Carolina Railroad skall gå från Goldsboro genom New Bern till den nybyggda hamnen i Morehead City vid Beaufort.[9]
- Sveriges riksdag förkastar det vilande förslaget om en riksdag med fyra stånd och en riksnämnd.
- Judar som är födda i Sverige får rätt att bosätta sig i alla landets städer.[10]
- Den första svensktillverkade symaskinen uppvisas.
- Sveriges första järnvägsstation byggs i Järle norr om Örebro.
- Göteborgs konstförening grundas.
- Den första telegrafkabeln mellan Göteborg och Stockholm anläggs.
- Bildande av Fruntimmersällskapet för fångars förbättring.

## Födda

### Första kvartalet

#### Januari
- 1 januari – George Earle Chamberlain, amerikansk demokratisk politiker, guvernör i Oregon 1903–1909, senator 1909–1921. (död 1928)
- 3 januari – Lee Slater Overman, amerikansk politiker, senator 1903–1930. (död 1930)
- 12 januari
  - Hugo Birger, svensk konstnär. (död 1887)
  - Aleksandr Rediger, rysk militär och skriftställare. (död 1920)
- 20 januari – Furnifold McLendel Simmons, amerikansk politiker, senator 1901–1931. (död 1940)
- 26 januari – Frank D. Jackson, amerikansk republikansk politiker, guvernör i Iowa 1894–1896. (död 1938)

#### Februari
- 2 februari – August Bondeson, svensk läkare och författare. (död 1906)
- 7 februari – Robert B. Mantell, skotsk-amerikansk skådespelare. (död 1928)

#### Mars
- 4 mars – Julia Brinck, tredje svenska kvinnliga läkaren. (död 1926)
- 14 mars – Paul Ehrlich, tysk medicine professor och Nobelpristagare i medicin 1908. (död 1915)
- 15 mars – Emil von Behring, tysk läkare och bakteriolog, nobelpristagare. (död 1917)
- 25 mars – John Lind, svensk-amerikansk politiker. (död 1930)

### Andra kvartalet

#### April
- 18 april – Nils Robert af Ursin, finländsk skolman och politiker. (död 1934)

#### Maj
- 13 maj – Yves Delage, fransk zoolog. (död 1920)
- 23 maj – Roberto Johann Wernicke, argentinsk patolog. (död 1922)

#### Juni
- 9 juni – John F. Shafroth, amerikansk politiker, guvernör i Colorado 1909–1913. (död 1922)
- 13 juni – Max Vogler, tysk författare. (död 1889)
- 16 juni – Hugo Thimig, tysk-österrikisk skådespelare och regissör. (död 1944)
- 21 juni – Andrew Jackson Houston, amerikansk politiker, senator 1941. (död 1941)

### Tredje kvartalet

#### Juli
- 3 juli – Leoš Janáček, tjeckisk kompositör. (död 1928)
- 12 juli – George Eastman, amerikansk uppfinnare. (död 1932)
- 30 juli – John Sharp Williams, amerikansk demokratisk politiker. (död 1932)

#### Augusti
- 3 augusti – Johanna Ambrosius, tysk poet. (död 1939)
- 18 augusti – James Paul Clarke, amerikansk demokratisk politiker. (död 1916)

#### September
- 1 september – Engelbert Humperdinck, tysk kompositör. (död 1921)
- 10 september – John L.M. Irby, amerikansk demokratisk politiker, senator 1891–1897. (död 1900)
- 21 september – Karl Husberg, svensk ämbetsman och politiker. (död 1928)
- 27 september – Sixten Sparre, svensk löjtnant. (död 1889)

### Fjärde kvartalet

#### Oktober
- 16 oktober – Oscar Wilde, irländsk författare, dramatiker och samhällssatiriker. (död 1900)
- 18 oktober – Salomon August Andrée, svensk ingenjör, fysiker och äventyrare. (död 1897)
- 20 oktober – Arthur Rimbaud, fransk poet. (död 1891)

#### November
- 6 november – John Philip Sousa, amerikansk kompositör och dirigent av främst marschmusik. (död 1932)
- 8 november – Janne Rydberg, svensk fysiker. (död 1920)
- 10 november – Arvid Kempe, svensk lektor och politiker (liberal). (död 1909)
- 18 november – Fountain L. Thompson, amerikansk demokratisk politiker, senator 1909–1910. (död 1942)
- 21 november – Benedictus XV, född Giacomo Paolo Giovanni Battista della Chiesa, påve 1914–1922. (död 1922)
- 27 november – Louis De Geer, svensk liberal politiker, friherre och ämbetsman, Sveriges statsminister 1920–1921. (död 1935)

#### December
- 12 december – Georges Vacher de Lapouge, fransk antropolog. (död 1936)
- 14 december – Carl Magnus Fürst, svensk läkare, professor och anatom. (död 1935)

## Avlidna

### Första kvartalet

#### Januari

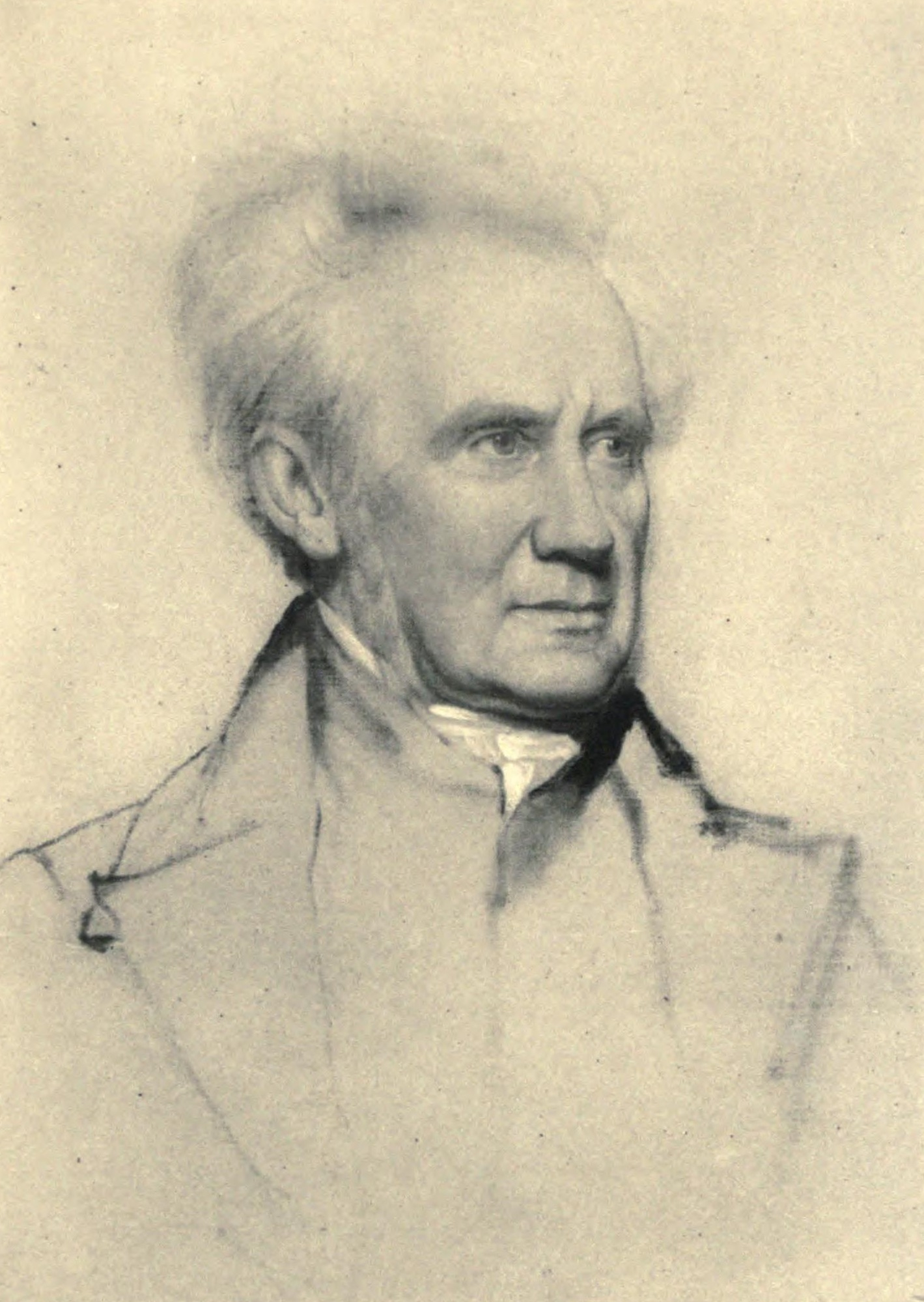
Den brittiske socialreformatorn Francis Place avled den 1 januari, 82 år gammal.

- Den brittiske socialreformatorn Francis Place avled den 1 januari, 82 år gammal.1 januari – Francis Place, 82, brittisk socialreformator.
- 2 januari – Gustav Adolf Harald Stenzel, 61, tysk historiker.
- 3 januari – Adolphe Delattre, 48, fransk ornitolog.
- 5 januari – Gottschalk Eduard Guhrauer, 44, tysk litteraturhistoriker.
- 8 januari – William Beresford, 1:e viscount Beresford, 85, brittisk militär.
- 13 januari – Fructuoso Rivera, 69, uruguayansk militär och politiker.
- 16 januari – Charles Gaudichaud-Beaupré, 64, fransk botaniker.
- 18 januari – Robert M. Charlton, 46, amerikansk demokratisk politiker och jurist, senator 1852–1853.
- 23 januari – Robert Montgomery Bird, 47, amerikansk författare.
- 30 januari – Jacob Peter Mynster, 78, dansk biskop.
- 31 januari – Silvio Pellico, 64, italiensk författare.

#### Februari
- 3 februari – Adolph Cornelius Petersen, 49, tysk astronom.
- 10 februari – José Joaquín de Herrera, 61, mexikansk militär och politiker.
- 11 februari – William Paulding, 83, amerikansk advokat och politiker.
- 15 februari – Samuel Owen, 79, brittisk-svensk konstruktör, tekniker och industriman.
- 17 februari – John Martin, 64, brittisk målare och grafiker.
- 19 februari – Robert Strange, 57, amerikansk politiker, senator 1836–1940.
- 27 februari
  - Friedrich Eisenlohr, 49, tysk arkitekt.
  - Hughes Felicité Robert de Lamennais, 71, fransk teolog och filosof.
  - Pierre-Antoine Poiteau, 87, fransk botaniker.

#### Mars
- 13 mars
  - Carl Oscar, 1, svensk prins, son till Karl XV och Lovisa av Nederländerna.
  - Luigi Pichler, 81, italiensk ädelstenssnidare.

### Andra kvartalet

#### April
- 16 april – Julia Nyberg, 68, svensk författare.
- 18 april
  - Józef Elsner, 84, polsk kompositör.
  - Nehemiah R. Knight, 73, amerikansk politiker, guvernör i Rhode Island 1817–1821, senator 1821-1841.
- 19 april – John Davis, 67, amerikansk politiker.

#### Maj
- 2 maj – Sulpiz Boisserée, 70, tysk konst- och arkitekturhistoriker.

#### Juni
- 27 juni – Amalie Beer, 87, tysk-judisk salongsvärd.

### Tredje kvartalet

#### Juli
- 6 juli – Georg Ohm, 65, tysk fysiker.
- 7 juli – Henrik Bernhard Palmær, 52, svensk författare, tidningsman och riksdagsman, grundade Östgöta Correspondenten.
- 24 juli – Jonathan Roberts, 82, amerikansk politiker, senator 1814–1821.

#### Augusti
- 31 augusti – Philip Barker Webb, 61, brittisk botaniker.

#### September
- 9 september – Angelo Mai, 72, italiensk kardinal och klassisk filolog.
- 18 september – John W. Taylor, 70, amerikansk politiker, talman i USA:s representanthus 1820–1821 och 1825–1827.
- 22 september – Wilhelm Faxe, 87, svensk biskop.
- 26 september – Herman Wedel Major, 40, norsk psykiater (omkommen med hela sin familj vid ett skeppsbrott under en emigrationsresa till USA).

### Fjärde kvartalet

#### Oktober
- 9 oktober – Carl Gustaf Mannerheim, 57, finländsk greve, naturforskare och ämbetsman.

#### November
- 18 november – Edward Forbes, 39, brittisk naturforskare.
- 26 november – Matthijs Siegenbeek, 80, nederländsk språkforskare.

#### December
- 3 december – Johann Peter Eckermann, 62, tysk författare.
- 28 december – James Turner Morehead, 57, amerikansk politiker, guvernör i Kentucky 1834–1836, senator 1841–1847.

### Fotnoter
1. ↑  ”Årtal och händelser i Jönköping”. Arkiverad från originalet den 29 juli 2016. https://web.archive.org/web/20160729081535/http://maltell.se/historia/databas/search/kronologiviewmobil1800.php.
2. ↑  "Founding of the Republican Party". GOP. Läst 30 juni 2017.
3. ↑  ”Värmlands brandhistoriska klubb”. Arkiverad från originalet den 12 oktober 2011. https://www.webcitation.org/62NB7kO36?url=http://www.brandhistoriska.org/olyckor_se.html.
4. 1 2  ”USA:s militära insatser i utlandet 1798-2004”. Arkiverad från originalet den 9 december 2013. https://web.archive.org/web/20131209174005/http://www.history.navy.mil/library/online/forces.htm. Läst 30 januari 2011.
5. ↑  ”Den Store Danske – Tjenstefolk”. http://www.denstoredanske.dk/Bolig/Husholdning/Huslige_erhverv/tjenestefolk.
6. ↑  ”Wetterhorn during the golden and the post golden age”. summitpost.org. 2010. http://www.summitpost.org/wetterhorn-during-the-golden-and-the-post-golden-age/593265. Läst 26 januari 2011.
7. ↑  ”Järnvägar i historien”. Arkiverad från originalet den 12 augusti 2010. https://web.archive.org/web/20100812121411/http://www.jvmv.se/bandelsregister/LOK-reg/H1700.htm.
8. ↑  ”Avregleringar av järnvägstrafik”. http://www.lokman.se/SJ_lokf/C-Uppsats_Johan_Hellstrom_SU_SV_VT98.pdf.
9. ↑  ”CommunicationSolutions/ISI, "Railroad — Atlantic & North Carolina"”. http://www.historync.org/railroad-ANCRR.htm., North Carolina Business History, 2006, läst 1 februari 2010
10. ↑  Stig Hadenius/Torbjörn Nilsson, Gunnar Åselius, Sveriges historia – vad varje svensk bör veta, Bonnier Alba 1996